# Matrice aléatoire
Ne pas confondre avec la notion de matrice stochastique.
En théorie des probabilités et en physique mathématique, une matrice aléatoire est une matrice dont les éléments sont des variables aléatoires. La théorie des matrices aléatoires a pour objectif de comprendre certaines propriétés de ces matrices, comme leur norme d'opérateur, leurs valeurs propres ou leurs valeurs singulières.
Face à la complexité croissante des spectres nucléaires observés expérimentalement dans les années 1950, Wigner a suggéré de remplacer l'opérateur hamiltonien du noyau par une matrice aléatoire.
Cette hypothèse féconde a conduit au développement rapide d'un nouveau champ de recherche très actif en physique théorique, qui s'est propagé à la théorie des nombres en mathématiques, avec notamment une connexion intéressante avec la fonction zêta de Riemann (voir par exemple l'article prépublié en février 2019 par Michael Griffin, Ken Ono, Larry Rolen et Don Zagier et les commentaires (en anglais) de Robert C. Smith sur son blog).
En plus de ces exemples on compte parmi les applications de la théorie des matrices aléatoires :
- les systèmes intégrables,
- le chaos quantique,
- la chromodynamique quantique sur réseau,
- la gravité quantique en deux dimensions et plus via la théorie des cordes et la Correspondance AdS/CFT,
- les théories de jauge supersymétriques.

Les matrices aléatoires se retrouvent aussi dans quantité de situations du quotidien : temps d'attente de la rame du métro, tsunamis, cours de bourse, antennes de téléphonie mobile, position des arbres dans une forêt sauvage, durée d'embarquement dans un avion, etc. Elles se sont par ailleurs révélées fécondes en biologie : forme des protéines, cristaux, etc.

## Quelques ensembles de matrices aléatoires

### Matrices de Wigner
Une matrice de Wigner est une matrice aléatoire {\displaystyle N\times N} symétrique dont les entrées sont des variables aléatoires centrées indépendantes et identiquement distribuées (iid). Par exemple, si {\displaystyle (X_{i,j})_{i,j\in \{1,...,n\}}} est une famille de variables aléatoires iid suivant une Loi de Rademacher, la matrice symétrique {\displaystyle M=(M_{i,j})_{i,j\in \{1,...,n\}}} définie par :
{\displaystyle M_{i,j}={\begin{cases}X_{i,i}{\text{ si }}i=j,\\X_{i,j}{\text{ si }}i<j\\X_{j,i}{\text{ si }}i>j\end{cases}}}
est une matrice de Wigner.

### Ensembles gaussiens
Pour les articles homonymes, voir GUE et GSE.
Ce sont les ensembles introduits par Wigner pour la théorie des spectres nucléaires.
On distingue trois ensembles :
- l'ensemble gaussien orthogonal pour les systèmes invariants par renversement du temps (GOE) ;
- l'ensemble gaussien unitaire pour les systèmes non-invariants par renversement du temps (en anglais, gaussian unitary ensemble ou GUE) ;
- et l'ensemble gaussien symplectique pour les systèmes avec spin (en anglais, gaussian symplectic ensemble ou GSE).

Dans le cas de l'ensemble GOE, on considère des matrices symétriques réelles {\displaystyle N\times N} dont les éléments de
matrices {\displaystyle A_{ij}} obéissent à la distribution gaussienne :
{\displaystyle P(A_{ij})\prod _{i}dA_{ii}\prod _{i<j}dA_{ij}=\exp \left(-g\mathrm {Tr} ({}^{t}AA)\right)\prod _{i}dA_{ii}\prod _{i<j}dA_{ij}}
La distribution est invariante par les transformations orthogonales. De même, dans l'ensemble unitaire, on considère des matrices hermitiennes, et la distribution est invariante par les transformations unitaires. Dans l'ensemble GSE, la distribution est invariante sous l'action des transformations symplectiques.
Wigner a déduit la distribution des valeurs propres de ces matrices dans la limite {\displaystyle N\to \infty }. C'est la loi du demi-cercle.
Il est possible de déduire la loi de distribution jointe des valeurs propres par un changement de base.
Le résultat est que :
{\displaystyle P(\lambda _{1},\ldots ,\lambda _{N})=C_{N}\exp(-g\sum _{i}\lambda _{i}^{2})\prod _{i<j}\mid \lambda _{i}-\lambda _{j}\mid ^{\beta }}
où les {\displaystyle \lambda _{i}} sont les valeurs propres de la matrice, et {\displaystyle \beta =1} dans
le cas GOE, {\displaystyle \beta =2} dans le cas GUE, {\displaystyle \beta =4} dans le cas GSE.
À partir de ces distributions, on peut obtenir la loi de distribution des écarts entre valeurs
propres. On montre que si {\displaystyle s} est la distance (normalisée par la densité d'états)
entre deux valeurs propres, la probabilité que deux valeurs propres soient distantes de {\displaystyle s}
tend vers zéro si {\displaystyle s} tend vers zéro. Si les valeurs propres étaient uniformément distribuées,
cette probabilité serait donnée par la loi de Poisson et ne tendrait pas vers zéro pour {\displaystyle s}
tendant vers zéro. Cette propriété des ensembles gaussiens est appelée répulsion des niveaux.

### Ensembles unitaires
Notés COE, CUE, CSE. Cette fois, les matrices sont respectivement orthogonales, unitaires ou
symplectiques. Leurs valeurs propres sont des nombres complexes de module 1. Freeman Dyson a montré que l'étude de la distribution de ces valeurs propres se ramenait à l'étude de la mécanique statistique d'un gaz de particules sur un cercle avec une interaction logarithmique avec la distance.